# Cordt Trap

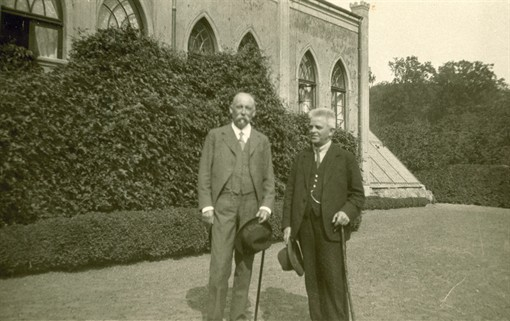
Cordt Trap med Carl Nielsen, omkring 1915.

Cordt Einer Trap, född 31 augusti 1859 i Köpenhamn, död där 19 oktober 1937, var en dansk statistiker och nationalekonom; son till Jens Peter Trap.
Trap blev student 1878, statsvetenskaplig kandidat 1882 och juris kandidat 1885 och var därefter anställd i danska finansministeriet. Åren 1896-1922 var han, som Marcus Rubins efterträdare, chef för Köpenhamns statistiska kontor.
Traps främsta betydelse som chef för kommunalstatistiken var hans initiativ i undersökningarna om befolknings- och bostadsförhållandena i Köpenhamn. Han författade även en rad artiklar i socialpolitiska ämnen, bland annat i "Nationaløkonomisk Tidsskrift". Av hans skrifter kan särskilt nämnas Om statens stilling til ubemidledes alderdomsforsørgelse (1892) och Arbejderdomstole (1893). 
Trap var från 1893 lärare i finansvetenskap och statistik vid Officersskolen och författade till begagnande där Grundrids af finansvidenskaben (1895), som utkom i flera upplagor, och Udtog af Danmarks statistik (1921). Han var från 1899 ledamot av Arbejderforsikringsrådet och från 1910 censor vid den statsvetenskapliga examen.